# Bärtiger Mann aus Warka

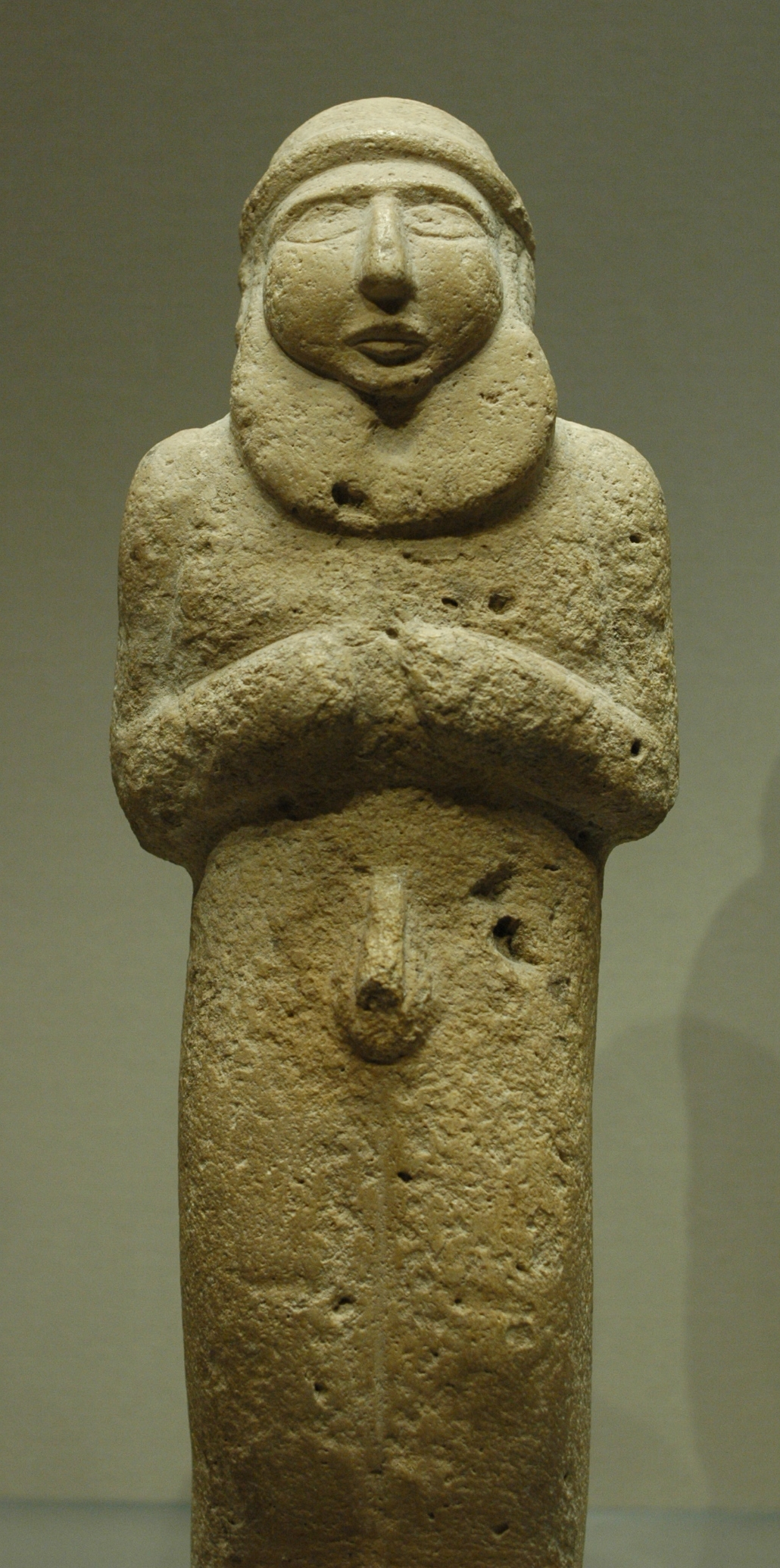
Weitere, dem bärtigen Mann sehr ähnliche Statuette im Louvre

Der bärtige Mann aus Warka ist eine von mehreren in Warka im Süd-Irak gefundenen, plump wirkenden männlichen Statuetten. Gemeinsam mit dem Kleinen Mann von Warka gehört sie zu den bekanntesten urukzeitlichen Rundplastiken und befindet sich heute im Besitz des archäologischen Instituts der Universität Zürich (Inv. Nr. 1942). Sie wurde, wie auch ähnliche Stücke im Louvre, lange Zeit für eine Fälschung gehalten. Nachdem in Warka weitere Figurinen gefunden worden waren, steht ihre Echtheit jedoch außer Frage.
Die Statuette ist aus grauem Kalkstein gefertigt mit einer Gesamthöhe von etwa 25 cm. Stilistisch verbindet sie Eigenheiten des kleinen Manns aus Warka (Haartracht, unten abgerundeter Bart) mit einem weiblichen Torso desselben Fundortes (blockhaft geschlossene, wenig gegliederte Form, Gliedmaßen werden teilweise nur durch Ritzungen angedeutet). Auffällig sind die vor der Brust zusammengelegten Hände, ähnlich wie bei späteren Beterstatuetten und das stark betonte Geschlecht.
Wie diese Statuette zu interpretieren ist, ist nicht geklärt. Ebenso ist auch ihre genauere zeitliche Einordnung unklar; sicher ist nur, dass sie aus dem ausgehenden 4. Jahrtausend v. Chr. stammt.